# Thiétreville
Thiétreville là một xã thuộc tỉnh Seine-Maritime trong vùng Normandie miền bắc nước Pháp.

### Huy hiệu
| Arms of Thiétreville | The arms of Thiétreville are blazoned: Quarterly 1: Azure, a bell-tower argent roofed sable; 2: Or, a trefoil vert; 3: Or, a rose gules; 4: Azure, a plate [argent]. |

## Dân số
| 1962                                            | 1968 | 1975 | 1982 | 1990 | 1999 | 2006 |
| ----------------------------------------------- | ---- | ---- | ---- | ---- | ---- | ---- |
| 351                                             | 369  | 355  | 361  | 355  | 356  | 392  |
| Starting in 1962: Population without duplicates |      |      |      |      |      |      |